# Seongbuk-gu
Seongbuk-gu es uno de los 25 gu que componen la ciudad de Seúl, Corea del Sur. Se encuentra ubicado en la parte media-norte de la ciudad. El alcalde actual es Seo Chan-gyo, que ha sido alcalde desde el 1 de julio de 2006. La Universidad de Corea está en Seongbuk-gu.

## Divisiones administrativas
- Anam-dong (안암동 安岩洞)
- Bomun-dong (보문동 普門洞)
- Donam-dong (돈암동 敦岩洞) 1∼2
- Dongseon-dong (동선동 東仙洞) 1∼2
- Dongsomun-dong (동소문동 東小門洞)
- Gireum-dong (길음동 吉音洞) 1∼3
- Jangwi-dong (장위동 長位洞) 1∼3
- Jeongneung-dong (정릉동 貞陵洞) 1∼4
- Jongam-dong (종암동 鍾岩洞) 1∼2
- Samseon-dong (삼선동 三仙洞) 1∼2
- Sangwolgok-dong (상월곡동 上月谷洞)
- Seokgwan-dong (석관동 石串洞) 1∼2
- Seongbuk-dong (성북동 城北洞) 1∼2
- Wolgok-dong (월곡동 月谷洞) 1∼4동
  - Hawolgok-dong (하월곡동 下月谷洞)